# Ellen Huet
Ellen Huet (Hoogstraten) is een Vlaamse presentatrice voor JIM.
Tijdens haar middelbare studies volgde Huet de richting woordkunst-drama en visuele vormgeving. Daarna ging ze in Mallorca aan de slag als animatrice voor toeristen in hotels. Terug in België werkte ze een hele tijd in de horeca.
Tijdens de filmpremière van de film Borat: Cultural Learnings of America for Make Benefit Glorious Nation of Kazakhstan werd Huet opgemerkt door de mensen van JIM. Deze waren onder de indruk van haar vlotte babbel en nodigden haar uit voor een screentest. Ze werd aangenomen en op 20 januari 2007 volgde haar eerste uitzending. Ze verving Anneleen Liégeois in de programma's Pop&Showbizz News en de JIMlist 40.
Huet sierde in juni 2007 de cover van Maxim.
In 2008 presenteert ze samen met vj Rik het programma Rock That Job.